# Estrela da Pistola
Estrela da Pistola, do original inglês Pistol Star, é uma hipergigante azul e uma das estrelas mais massivas conhecidas. Tem esse nome por estar na Nebulosa da Pistola, a qual é iluminada por ela. Calcula-se que atire ao espaço dez milhões de vezes mais luz que o Sol, sendo-lhe cem vezes mais massiva.
Com idade de três milhões de anos, a Estrela da Pistola pode ter pesado duzentas vezes a massa do Sol antes de expulsar muito de seu peso em violentas erupções que tiveram início de quatro mil a até seis mil anos atrás. É possível que estas erupções tenham criado a brilhante, enorme nebulosa em forma de pistola que a envolve. A nebulosa é tão grande (quatro anos-luz), que quase preencheria a distância entre o Sol e Proxima Centauri, a mais próxima estrela do Sistema Solar.
Os astrônomos estimam que a estrela produz em seis segundos tanta energia quanto o Sol produz em um ano. Queimando nesta taxa dramática, a Estrela da Pistola está destinada a ter vida curta e morte abrupta. Cientistas crêem que a estrela poderá morrer a qualquer momento numa espetacular supernova dentro dos próximos três milhões de anos. Para comparação, o Sol, que também está em sua meia-vida, ainda tem seis bilhões de anos pela frente até tornar-se gigante vermelha, e mais cem mil anos até finalmente falecer aos pouquinhos como uma anã branca e subsequente anã negra!
Com tamanho suficiente para preencher a órbita da Terra, a Estrela da Pistola encontra-se a vinte e cinco mil anos-luz de distância, bem perto do coração da Via Láctea, na direção da constelação de Sagitário.